# Sydney Smith McDermand
Sydney Smith McDermand (17 août 1868-5 août 1961) est un homme politique canadien de l'Ontario. Il est député fédéral United Farmers de la circonscription ontarienne d'Elgin-Est de 1920 à 1921.

## Biographie
Né dans le comté d'Elgin en Ontario, McDermand entame une carrière publique en siégeant au conseil municipal du canton de 1908 à 1912 et en 1931.
Élu lors d'une élection partielle en 1920, il est défait lors de l'élection de 1921. Après sa défaite, il travaille comme agent d'assurance auprès de la South Dorchester Farm Mutual et y sert également comme président pendant 18 ans.